# Gilberto Gil
Gilberto Passos Gil Moreira (Salvador, 26 juni 1942) is een Braziliaans zanger en componist en tevens voormalig minister van Cultuur van zijn land. Hij werd vooral bekend als een van de leiders van de cultuurstroming tropicalismo. In deze stroming, die een sterk karakter van sociaal protest heeft, worden traditionele Braziliaanse cultuurelementen gecombineerd met modernere kunstvormen.

## Jeugd
Gilberto Gil is geboren in Salvador, de hoofdstad van de Braziliaanse deelstaat Bahia. Kort na zijn geboorte verhuisden zijn ouders naar het binnenland van deze staat. Als kind luisterde hij vaak naar een soort van gitaarbattles, waarin gitaristen het tegen elkaar opnamen om te zien wie de beste was.
Toen hij acht jaar oud was, ging hij terug naar Salvador, waar hij erg beïnvloed werd door de trios elêtricos die tijdens het carnaval speelden. Ook was hij aangetrokken door de Noord-Braziliaanse muzieksoort baião. Nadat hij Luiz Gonzaga hoorde optreden, besloot hij de accordeon te leren spelen.

## Begin van de carrière
Aan het eind van de jaren 1950 speelde Gil forró-muziek in een band met de naam Os Desafinados ("De Valsspelers"). Rond deze tijd hoorde hij voor het eerst de muziek van João Gilberto. Daarop kocht hij een gitaar en leerde hij de bossanova te spelen.
In die periode studeerde hij bedrijfskunde, en nam hij jingles en reclamespotjes op. In 1965 verhuisde hij naar São Paulo, waar hij een baan kreeg bij de firma Gessy Lever, een voorloper van Unilever. Hij begon zich echter telkens meer op de muziek toe te leggen.
In 1964 waren de zangers Gilberto Gil, Caetano Veloso, diens zus Maria Bethânia, Gal Costa en Tom Zé te zien in de televisieshow Nos por exemplo ("Wij bijvoorbeeld"). Dit zou van groot belang zijn voor de carrières van deze zangers. Hierna begon Gil veel met Caetano Veloso samen te werken. In hun teksten kwam hun sociale betrokkenheid naar voren, een belangrijk element in de Tropicália-stroming die zij zouden vormgeven.
De eerste opname op een elpee stamt van 1965, toen hij het lied Iemanjá zong tijdens het Vijfde Festival van Balança, georganiseerd door de rechtenfaculteit van de Mackenzie-universiteit in São Paulo. Van dit festival werd een elpee opgenomen.
Daarna ging het snel. In hetzelfde jaar had hij zijn eerste hit, toen de zangeres Elis Regina het door hem geschreven nummer Louvação uitbracht. Maria Bethânia, die nog sneller bekend was geworden dan Gil, hielp om zijn carrière een verdere impuls te geven. In deze periode waren Gil en Veloso qua manier van werken, bekendheid en betekenis voor de Braziliaanse muziek een beetje vergelijkbaar met het duo Lennon & McCartney in Groot-Brittannië.

## Ballingschap
Mede door hun sociaal-kritische teksten werden Gil en Veloso door het militaire bewind, dat in 1964 aan de macht kwam, echter als subversief gezien. Zij werden een tijdlang gevangengezet, waarna zij besloten het land te verlaten en naar Londen vertrokken. In zijn Londense periode nam Gil nummers in het Engels en het Portugees op en speelde hij ook met groepen als Yes, Pink Floyd en The Incredible String Band. Bekend is ook zijn optreden op het Isle of Wight Festival in 1970. Door velen wordt deze tijd als een van zijn meest creatieve periodes gezien. In 1972 keerden Gil en Veloso terug naar Brazilië.

## Latere carrière

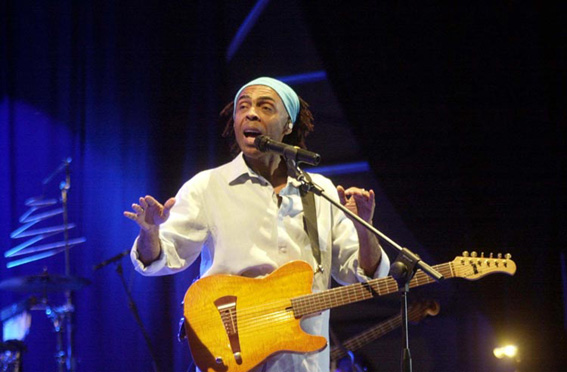
Gilberto Gil tijdens het festival Umbria Jazz in Perugia, Italië (juli 2003)

Na terugkomst uit Londen heeft Gil veel tournees gedaan in Noord- en Zuid-Amerika, Europa en Azië. Ook heeft hij twee keer opgetreden op het Montreux Jazz Festival. In juni 2015 trad hij samen met Veloso op in het Concertgebouw in Amsterdam, de start van hun 'Two friends, a Century of Music’ tournee.
In de jaren 1970 voegde Gilberto Gil meer elementen uit de Afrikaanse en Noord-Amerikaanse muziek toe aan zijn stijl. Belangrijke albums uit deze periode zijn Realce en Refazendo. In 1973 nam João Gilberto Gils nummer Eu vim da Bahia ("Ik kom uit Bahia") op zijn album João Gilberto, dat als een klassieker wordt gezien.
Uit die periode stamt ook een samenwerking van Gil met Jimmy Cliff. Met hem deed hij in 1980, en ook nam hij met hem een Portugese versie van het nummer No woman no cry van Bob Marley & the Wailers op (Não chores mais). Hiermee was Gil in feite degene die de reggae in Brazilië bekend maakte.
Het album Tropicália 2, dat Gil in 1993 samen met Caetano Veloso opnam, wordt als een van de beste van zijn latere carrière gezien. Hierop staat o.a. een cover van het nummer Wait Until Tomorrow van Jimi Hendrix.

## Politiek

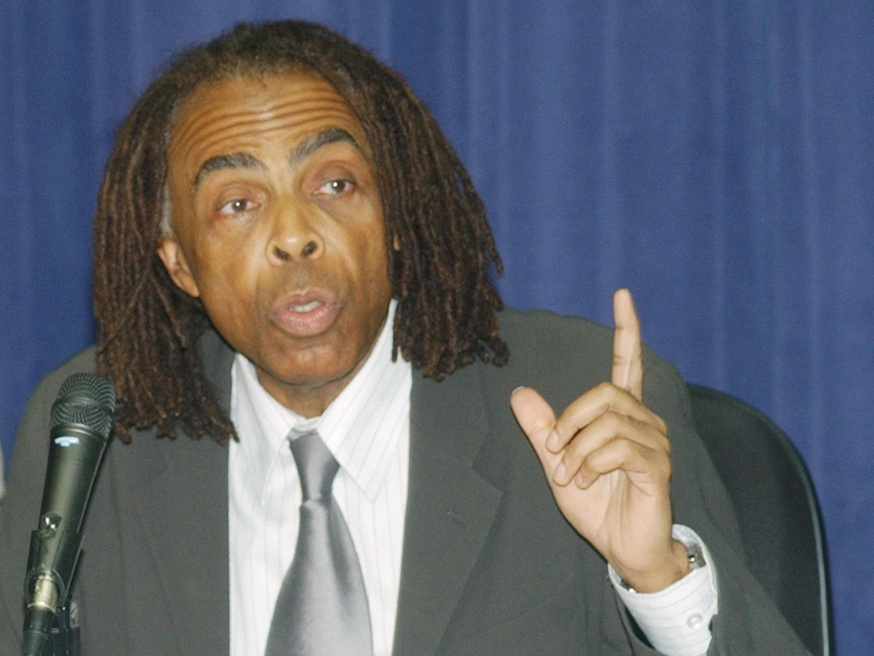
Minister Gil tijdens een persconferentie (september 2004)
Bron: Antônio Cruz/ABr.

Van 1989 tot 1992 was Gil gemeenteraadslid van de stad Salvador. In 2002 vroeg de verkozen president Luiz Inácio Lula da Silva hem als Minister van Cultuur in zijn regering. Gil werd formeel in deze functie ingewijd op 2 januari 2003. Deze beslissing kwam hem echter op kritiek te staan van diverse personen uit de Braziliaanse kunstwereld.
In 2006 gaf Minister Gil zijn publieke steun aan een initiatief om de drugswetgeving te hervormen, en het drugsgebruik meer als een gezondheidsprobleem te zien dan als een justitieel probleem.
Verder is Gil een belangrijke pleitbezorger van de vrije software. Zo heeft hij hierover een belangrijk debat gevoerd tijdens het Wereld Sociaal Forum van 2005. Ook heeft hij verschillende composities beschikbaar gesteld onder de Creative Commons-licentie: Oslodum, Rebento, Refavela en Refazenda.
Op 31 juli 2008 trad hij af als minister om zich weer op de muziek te gaan concentreren.

## Prijzen
In mei 2005 ontving Gil de Polar Music Prize in Stockholm. Hij was de eerste Latijns-Amerikaanse winnaar van deze prijs. Hij ontving de prijs uit handen van koning Karel Gustaaf.
In september van hetzelfde jaar werd hij benoemd in het Legioen van Eer van Frankrijk. Dit gebeurde binnen het kader van het "Braziliëjaar" (Année du Brésil) dat in dat land werd georganiseerd.

## Discografie
- 1967 Louvação
- 1968 Gilberto Gil (Frevo Rasgado)
- 1969 Gilberto Gil (Cérebro Eletrônico)
- 1971 Gilberto Gil (Nega)
- 1972 Barra 69: Caetano E Gil Ao Vivo Na Bahia
- 1972 Expresso 2222
- 1974 Gilberto Gil Ao Vivo
- 1975 Refazenda
- 1977 Refavela
- 1978 Gilberto Gil Ao Vivo Em Montreux
- 1978 Refestança
- 1979 Nightingale
- 1979 Realce
- 1981 Brasil
- 1981 Luar (A Gente Precisa Ver o Luar)
- 1981 Um Banda Um
- 1983 Extra [WEA Latina]
- 1984 Quilombo (soundtrack)
- 1984 Raça Humana
- 1985 Dia Dorim Noite Neon
- 1987 Gilberto Gil Em Concerto
- 1987 Soy Loco Por Ti America
- 1987 Trem Para As Estrelas (Trilha Sonora)
- 1988 Ao Vivo Em Tóquio (Live in Tokyo)
- 1989 O Eterno Deus Mu Dança
- 1991 Parabolic
- 1994 Acoustic
- 1995 Esoterico: Live in USA 1994
- 1995 Oriente: Live in Tokyo
- 1996 Em Concerto
- 1996 Luar
- 1997 Indigo Blue
- 1997 Quanta
- 1998 Ao Vivo Em Tóquio (Live in Tokyo) [Braziloid]
- 1998 Copacabana Mon Amour
- 1998 O Sol de Oslo
- 1998 O Viramundo (Ao Vivo)
- 1998 Quanta Live
- 2000 Me, You, Them [Brazil]
- 2001 Milton and Gil
- 2001 São João Vivo
- 2002 Kaya N'Gan Daya
- 2002 Quanta Live [Brazil]
- 2002 Z: 300 Anos de Zumbi
- 2004 Eletrácustico
- 2005 Ao Vivo
- 2005 As Canções de Eu Tu Eles
- 2005 Soul of Brazil
- 2006 Gil Luminoso
- 2006 Rhythms of Bahia